# Adelowalkeria eugenia
Adelowalkeria eugenia is een vlinder uit de familie nachtpauwogen (Saturniidae), onderfamilie Ceratocampinae.
De wetenschappelijke naam van de soort is, als Adelocephala eugenia, voor het eerst geldig gepubliceerd door Druce in 1904.